# Rechteren-Limpurg

Stammwappen derer von Rechteren-Limpurg

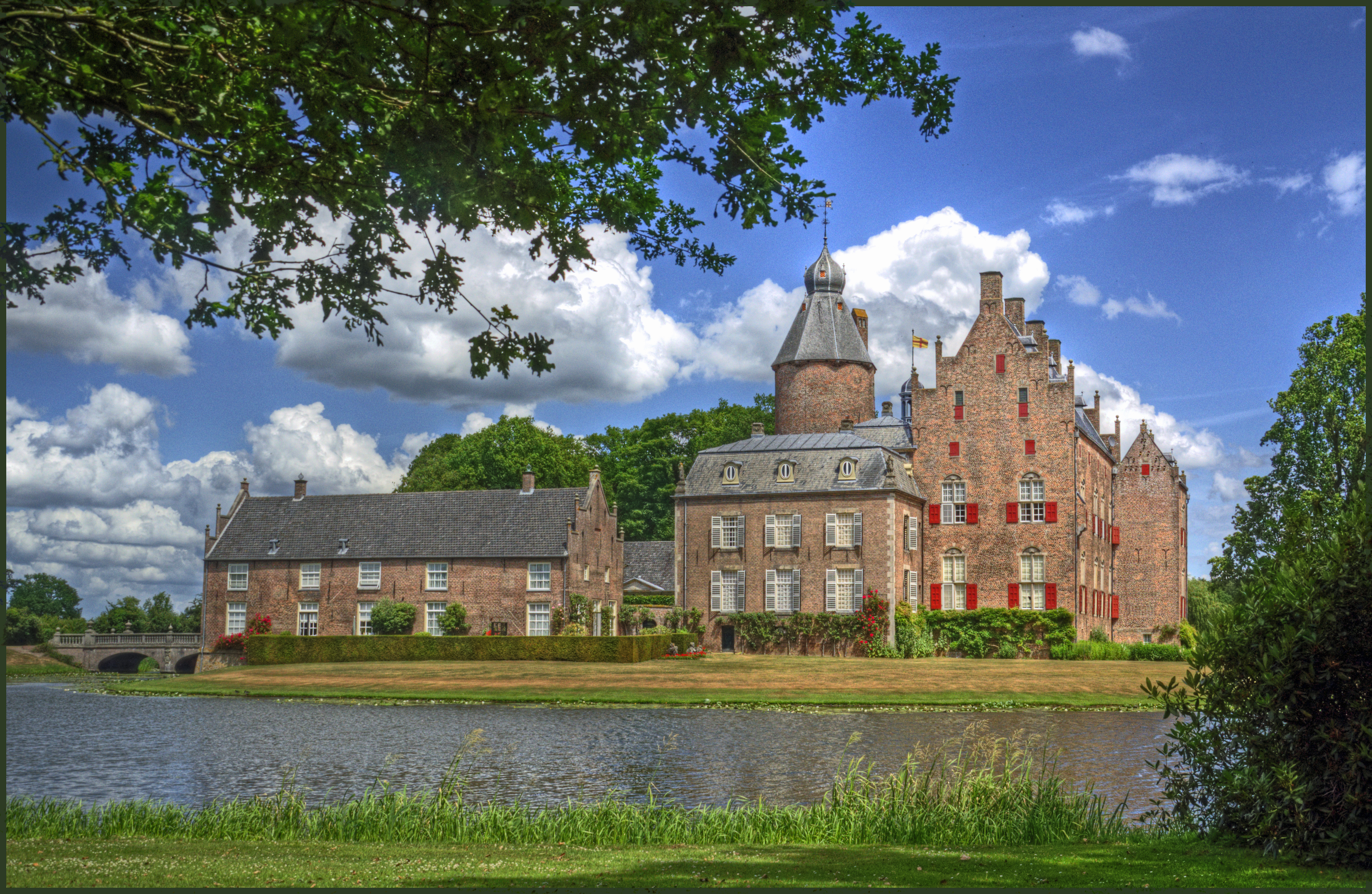
Schloss Rechteren in Dalfsen

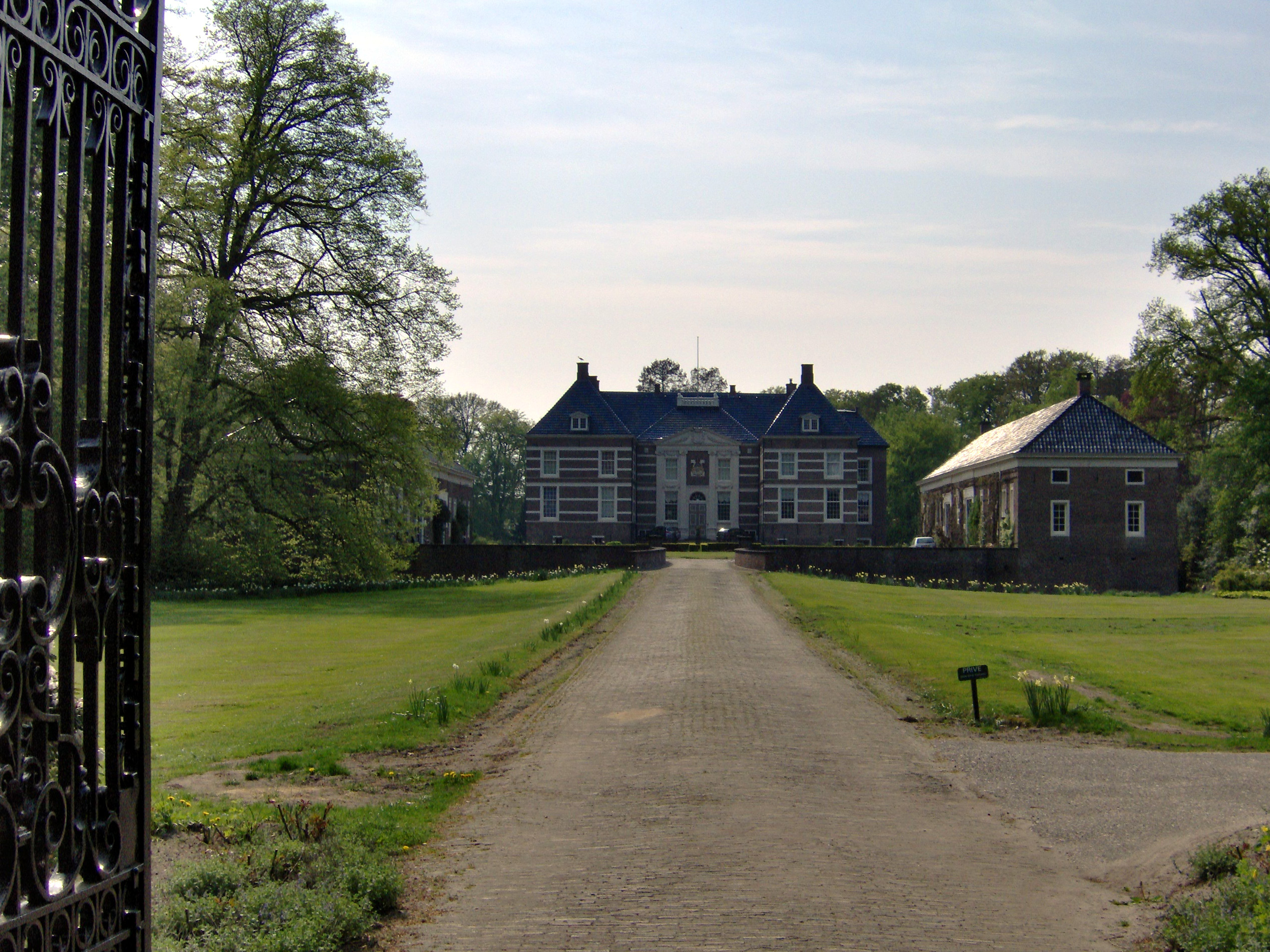
Haus Almelo

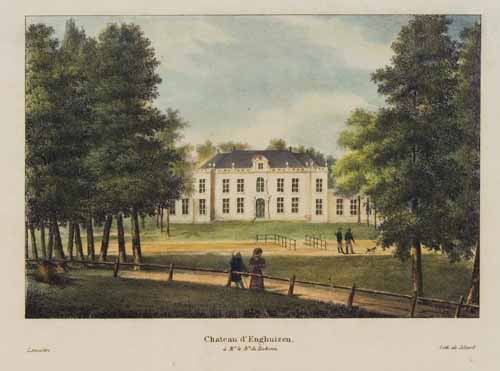
Kasteel Enghuizen, Hummelo, Bronckhorst, 1945 zerstört

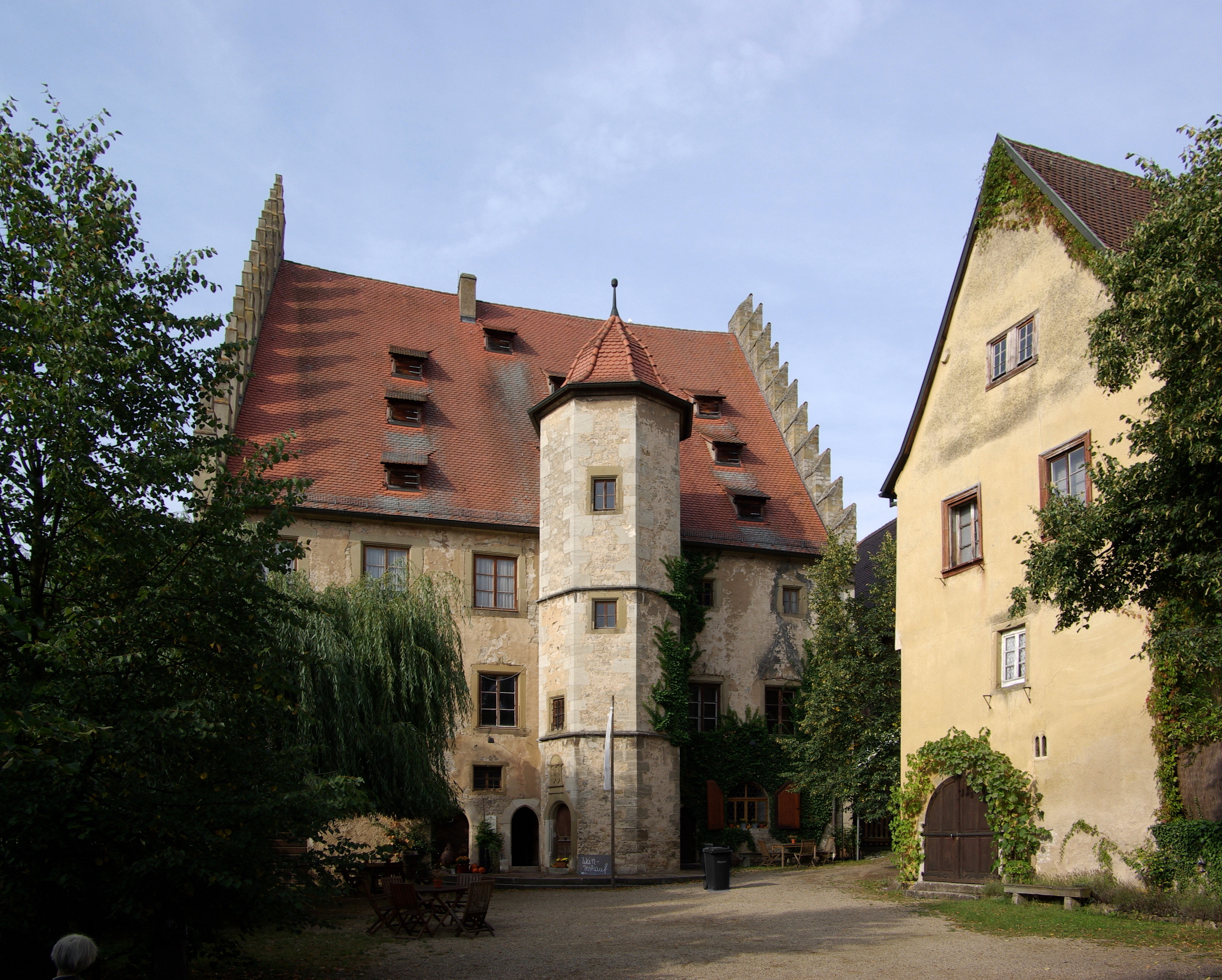
Schloss Sommerhausen

Rechteren-Limpurg ist der Name eines alten geldernschen Adelsgeschlechts, das bis heute in den Niederlanden ansässig ist.
1705 wurde das Geschlecht in den Reichsgrafenstand erhoben und erhielt im weiteren Verlauf des 18. Jahrhunderts durch Erbschaft einen Anteil an der reichsunmittelbaren schwäbischen Grafschaft Limpurg-Speckfeld. Die dadurch zum Hochadel zählenden Grafen von Rechteren-Limpurg verloren 1806 durch Mediatisierung ihre Herrschaftsrechte und zählen seither zu den Standesherren.

## Geschichte
Das Geschlecht erscheint urkundlich im Jahr 1263 mit Everhardus miles de Hekere (Heeckeren) und 1279 mit Friderikus de Hykere dictus de Hese, mit dem die Stammreihe beginnt. Frederik van Hekeren († 1386) erhielt um 1350 für die dem Bischof von Utrecht geleistete Hilfe den Schutz über Salland, Twenthe und Diepenheim. Frederiks Ehefrau, Lutgardis van Voorst gen. Rechteren, brachte das Schloss Rechteren in die Familie, wonach sich diese Linie nun benannte, während die seiner Brüder Hekeren von der Eese hieß. Frederiks Enkel, Frederick van Hekeren gen. Rechteren († 1462), heiratete 1432 Cunegonde van Polanen. Ihr Sohn Otto van Hekeren gen. Rechteren († 1478) erbte Schloss Rechteren und wurde somit zum Ahnen der heutigen Grafen von Rechteren. Aus den Nachfahren von Ottos Bruder, Zeger van Hekeren, geht das Adelsgeschlecht van Voorst tot Voorst hervor.
Dem erstgeborenen Sohn von Johann Zeger von Rechteren zu Rechteren, Joachim Heinrich Adolf (1687–1719), wurde am 25. Oktober 1705 durch Kaiser Joseph I. für sich und seine Nachkommen der Reichsgrafenstand verliehen und durch ein weiteres kaiserliches Diplom 1708 die Anwartschaft auf die Gräflich-Wolfsteinschen Reichslehen erteilt.  Durch den Badenschen Frieden zerfiel diese Anwartschaft.
Der 1714 geborene Graf Johann Eberhard Adolf erbte von seiner Mutter Amalie geb. Gräfin von Limpurg-Speckfeld die Grafschaft Limpurg-Speckfeld und dadurch Sitz und Stimme im Fränkischen Reichsgrafenkollegium und somit auch die Reichsstandschaft. Seine zweite Gemahlin war die Tochter des Grafen von Rechteren-Almelo. Nach dem Tod ihres Vaters im Jahr 1771 erbte sie die Heerlijkheid Almelo und brachte so Huis Almelo an die Familie Rechteren-Limpurg. Einer ihrer Söhne, Graf Friedrich Reinhard (1751–1842), nahm am Amerikanischen Unabhängigkeitskrieg teil und zwar nicht, wie viele deutsche Söldner auf Seiten der Engländer, sondern auf der der verbündeten Amerikaner und Franzosen. 1806 wurde die Grafschaft mediatisiert und kam unter bayrische Hoheit. Die Grafen von Rechteren-Limpurg hatten aber bis zur Revolution 1918 als Standesherren Sonderrechte und zählen somit zum Hochadel.
Im Jahr 1819 wurde ein Familienvertrag abgeschlossen, durch den die bis dahin gemeinsamen Besitzungen aufgeteilt wurden. Die Nachkommen des Grafen Friedrich Ludwig Christian (1748–1814) (ältere Linie) verkauften ihre deutschen Besitzungen an o. g. Grafen Friedrich Reinhard, nachdem dieser zuvor seine Anteile an Almelo verkauft hatte. Diese niederländische Linie führt den Namen Rechteren-Limpurg oder auch Rechteren Limpurg van Almelo. Graf Friedrich Reinhard führte seitdem den Titel Graf von Rechteren-Limpurg-Speckfeld, ebenso wie die ihm folgenden Standesherren der jüngeren Linie in Bayern. Sein Sohn und Nachfolger, Graf Friedrich Ludwig, erweiterte 1859 das Schloss in Markt Einersheim im neugotischen Stil. Im Jahr 1964 erlosch die Linie Rechteren-Limpurg-Speckfeld im Mannesstamm. 1968 verkauften die Erben das Schloss in Sommerhausen und 1969 Schloss Einersheim. Gräfin Adolphine von Rechteren–Limpurg–Speckfeld, geb. Gräfin von Rechteren–Limpurg, adoptierte ihren Enkel Icho Freiherr von und zu Massenbach der seitdem den Namen Graf von Rechteren-Limpurg-Speckfeld führt.
Das Schloss Rechteren bei Dalfsen in Overijssel ist noch im Besitz der Familie, ebenso das Haus Almelo und das Gut Enghuizen. Schloss Sommerhausen in Unterfranken wurde, nachdem es 1968 verkauft worden war, 2016 zurück erworben und von Icho Graf von Rechteren-Limpurg-Speckfeld und seiner Familie bewohnt.

## Wappen
- Das Stammwappen (= Heeckerens) zeigt in Gold ein rotes Kreuz. Auf dem Helm mit rot-goldenen Decken ein rot gestulpter goldener Hut, der mit einer roten Straußenfeder besteckt ist.
- Wappen 1706: Quadrierter Schild: 1 und 4 in Gold ein gemeines, das ganze Feld überziehendes rotes Kreuz (= Stammwappen der Heerkeren v. d. Eese zu Rechteren); 2. und 3 quadriert, und zwar 1 und 4 von Rot und Silber durch vier aufsteigende silberne Spitzen quer geteilt, in 2 und drei aber in Blau fünf (3 und 2) silberne Heerkolben (= Fränkisch-Limpurgsches Wappen). Den Schild bedecken zwei Helme. Auf dem rechten liegt ein goldener Sturmhut mit gegen die rechte Seite niedergebogener Spitze und rotem, mit goldenem Rande eingefasstem Stulpenaufschlage, welcher letztere mit einem roten, nach rechts wehender Straußenfeder besteckt ist (= Helm des Stammwappens). Der linke gekrönte Helm trägt zwei von Rot und Silber mit Spitzen quergeteilte Büffelhörner, in deren Mündungen eine von Rot und Silber von Spitzen quergeteilte Fahne mit silberner Stange steckt (= Limpurgscher Helm). Die Helmdecken sind rechts rot und golden, links blau und silbern.[2]

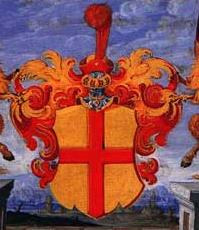
Historische Darstellung des Wappens
Wappen der Familie von Rechteren von 1814
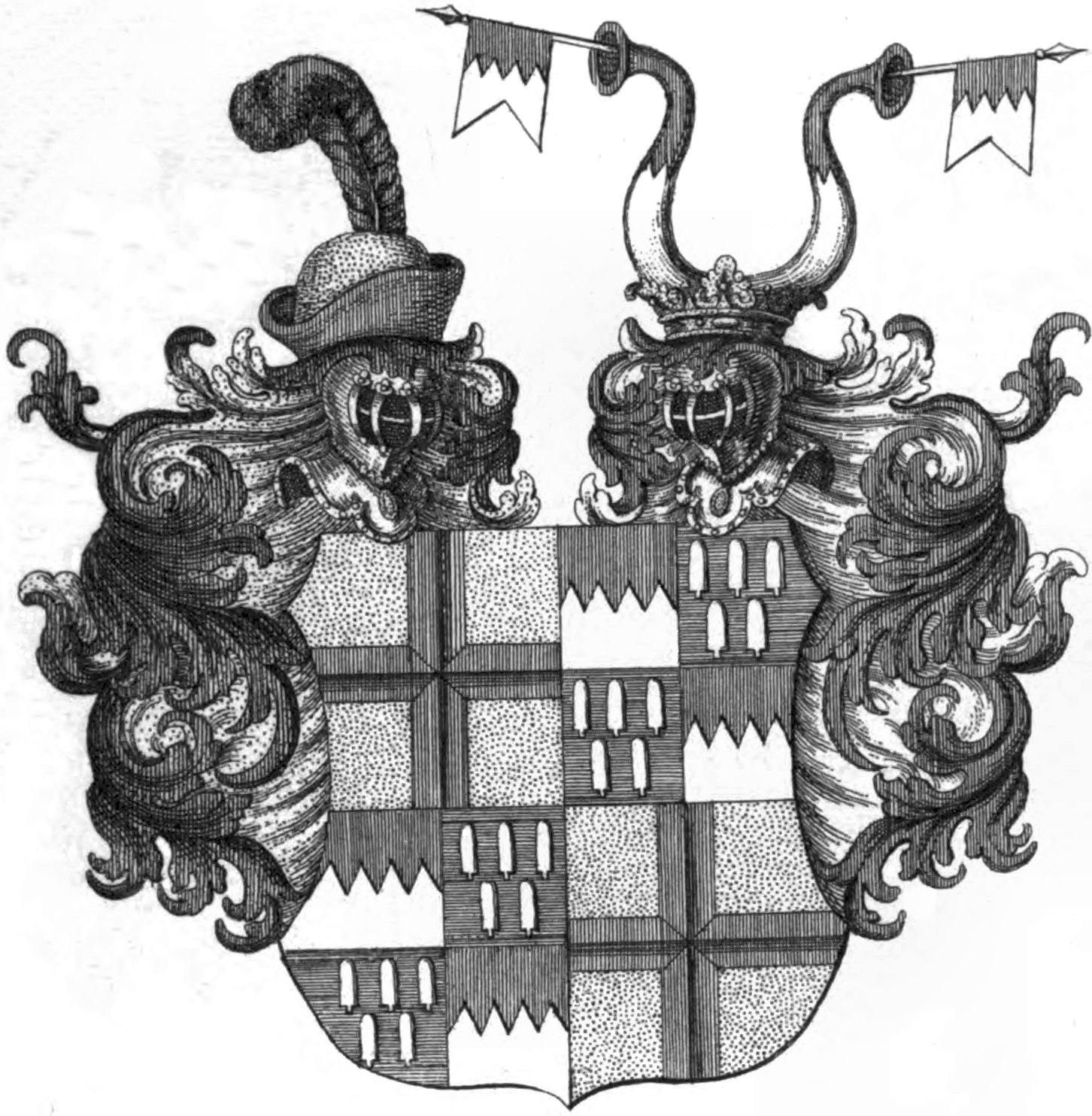
Wappen der Reichsgrafen Rechteren von Limpurg 1706